# Promex
Promex Brăila este unul dintre cei mai renumiți constructori de utilaje din România.
Obiectul de activitate al firmei cuprinde proiectarea, producția și comercializarea de utilaje tehnologice pentru industria metalurgică (echipamente pentru cuptoare, oțelării, cocserii, laminoare), industria materialelor de construcții (concasoare, reductoare, dozatoare, uscătoare, transportoare, construcții metalice complexe) și industria navală.
Compania face parte din grupul industrial Uzinsider.
Număr de angajați:
| An       | 2010 | 2009  | 1990   |
| -------- | ---- | ----- | ------ |
| angajați | 767  | 1.080 | 12.000 |

Cifra de afaceri:
| Anul          | 2005 | 2004 | 2003 |
| ------------- | ---- | ---- | ---- |
| milioane euro | 16,5 | 15   | 10   |

## Istoric
Compania și-a început activitatea în 1921, sub numele de Societatea Franco-Română de Material de Drum de Fier, pe baza unei înțelegeri între 15 societăți bancare și industriale franceze și românești.
Obiectul de activitate al societății era reparația materialului rulant de căi ferate și tramvaie, operațiuni metalurgice și de construcție mecanică, comerț pe cont propriu sau în comision de materiale industriale și de căi ferate.
După război, compania a fost naționalizată în iunie 1948, denumirea societății schimbându-se în Progresul Brăila.
În același an, Progresul fuzionează cu fosta Regie Metalurgică Brăila, compania astfel rezultată schimbându-și denumirea din nou, la începutul anului 1949, în Grupul Mecano-Naval Progresul Brăila, înglobând o serie întreagă de companii mai mici din regiune.
Pe lângă reparațiile de locomotive, grupul fabrica mașini alternative cu aburi, cu o putere de 900 CP, mașini și instalații auxiliare pentru dragările de mine, vinciuri pescărești, șalupe de viteză, motoare navale și turbine cu aburi.
Primele utilaje de construcții apar în 1952, când este realizat un excavator cu cabluri, iar douăzeci de ani mai târziu, sub licență Liebherr, este scos pe piață primul excavator hidraulic, alături de dragline hidromecanice, încărcătoare frontale, rulouri compactoare sau macarale graifăr.
În 1991, prin hotărâre de Guvern, Întreprinderea de Utilaj Greu „Progresul” Brăila își încetează activitatea, în locul ei înființându-se societatea comercială pe acțiuni Promex SA.
Începând cu anul 2003, societatea devine parte a grupului Uzinsider, companie cu capital integral românesc, care mai cuprinde Uzinsider Techno București, Uzinsider General Contractor București, Uzinsider Engineering Galați, Comelf Bistrița și 24 Ianuarie Ploiești.